# La meningitis y su sombra
La meningitis y su sombra es un cuento del escritor uruguayo Horacio Quiroga, publicado en Cuentos de amor de locura y de muerte, en 1917.
Es uno de los pocos cuentos del volumen que no había sido publicado previamente en algún medio de prensa, aunque no fueron estas las intenciones originales de su autor, como lo demuestra en una carta enviada en 1916 a Luis Pardo, entonces jefe de redacción de la revista Caras y Caretas, en la que se lamenta de que la revista haya rechazado su publicación.

## Resumen
La enfermedad conocida como meningitis tiende a producir fiebres altas, dando como resultado en ocasiones  delirios. María Elvira Funes sufría de estos y estaban plenamente relacionados con una relación amorosa con Carlos Durán. Él, a pesar de no tener relación alguna con ella, acepta acompañarla durante su enfermedad. Ella, al sanar, actúa normal con él, pero él descubre que se ha enamorado perdidamente de ella. Después de varias complicaciones, se confiesan su amor y deciden estar juntos…